# 両津町
両津町（りょうつまち）は、かつて新潟県佐渡郡にあった町。

## 地理
- 島嶼:佐渡島

## 沿革
- 1901年（明治34年）11月1日 - 佐渡郡夷町、湊町、加茂歌代村（一部）が合併し、両津町が発足。
- 1954年（昭和29年）11月3日 - 佐渡郡加茂村、河崎村、水津村、岩首村、内海府村、吉井村（一部）と合併し、市制施行して両津市となり消滅。